# Episinus bilineatus
Episinus bilineatus är en spindelart som beskrevs av Simon 1894. Episinus bilineatus ingår i släktet Episinus och familjen klotspindlar. Inga underarter finns listade i Catalogue of Life.